# Ofensiva de Palmira (2024)
El 6 de diciembre de 2024, el Ejército Libre Sirio, respaldado por Estados Unidos y con el apoyo de Suqour al-Sham, lanzó una ofensiva desde la "zona de distensión" de Al-Tanf sobre la antigua ciudad de Palmira, en la zona oriental de la Gobernación de Homs. Se dice que Estados Unidos brindó apoyo logístico a las fuerzas del grupo opositor. La ofensiva se produjo tras los reveses del gobierno de Bashar al-Assad en otros frentes, especialmente después de la ofensiva en el noroeste de Tahrir al-Sham.
Según se informa, el Ejército Libre Sirio tomó el control de Palmira el 7 de diciembre después de enfrentarse con las fuerzas del régimen antes de dirigirse a Damasco.